# Cova da Beira
La Cova da Beira è una subregione statistica del Portogallo, parte della regione Centro, che del distretto di Castelo Branco. Confina a nord con la Serra da Estrela e la Beira Interna Nord, ad est e a sud con la Beira Interna Sud, a sud con il Pinhal Interno Sud e ad ovest con il Pinhal Interno Nord.

## Suddivisioni
Comprende 3 comuni:
- Belmonte
- Covilhã
- Fundão